# Собоцька-Весь
Собоцька-Весь (пол. Sobocka Wieś) — село в Польщі, у гміні Беляви Ловицького повіту Лодзинського воєводства.
Населення — 73 особи (2011).
У 1975-1998 роках село належало до Скерневицького воєводства.

## Демографія
Демографічна структура станом на 31 березня 2011 року:
|          | Загалом | Допрацездатний вік | Працездатний вік | Постпрацездатний вік |
| -------- | ------- | ------------------ | ---------------- | -------------------- |
| Чоловіки | 35      | 1                  | 26               | 8                    |
| Жінки    | 38      | 3                  | 24               | 11                   |
| Разом    | 73      | 4                  | 50               | 19                   |